# Émile Van Doren
Pour les articles homonymes, voir Van Doren.
Émile Van Doren, né à Bruxelles le 14 avril 1865 et mort à Genk le 19 mai 1949, est un peintre paysagiste belge connu pour son amour des villes et campagnes limbourgeoises et particulièrement ses tableaux inspirés par la nature de la Campine.

## Biographie

### Famille
Nicolas Emile Van Doren, né le 14 avril 1865 à Bruxelles, rue d'Accolay, no 31, est le fils de Charles Louis Van Doren (1838-1912), charcutier à la rue Haute no 146, et de Catherine Henriette Vandervondelen (1837-1918), mariés en 1860. 

### Formation
Après ses études secondaires au Collège Saint-Michel de Bruxelles, il s'inscrit en 1880 à la Faculté de pharmacie de l'Université libre de Bruxelles, et, simultanément à l'insu de ses parents, à l'Académie royale des beaux-arts de Bruxelles, afin de s'y former en qualité de paysagiste. De 1888 à 1892, il expose aux cinq manifestations du cercle artistique Voorwaarts. En 1892, il remporte le prix Donnay, décerné pour récompenser la peinture de paysages, par le jury composé des peintres Joseph Coosemans, Franz Courtens et Edmond De Schampheleer.

### Carrière

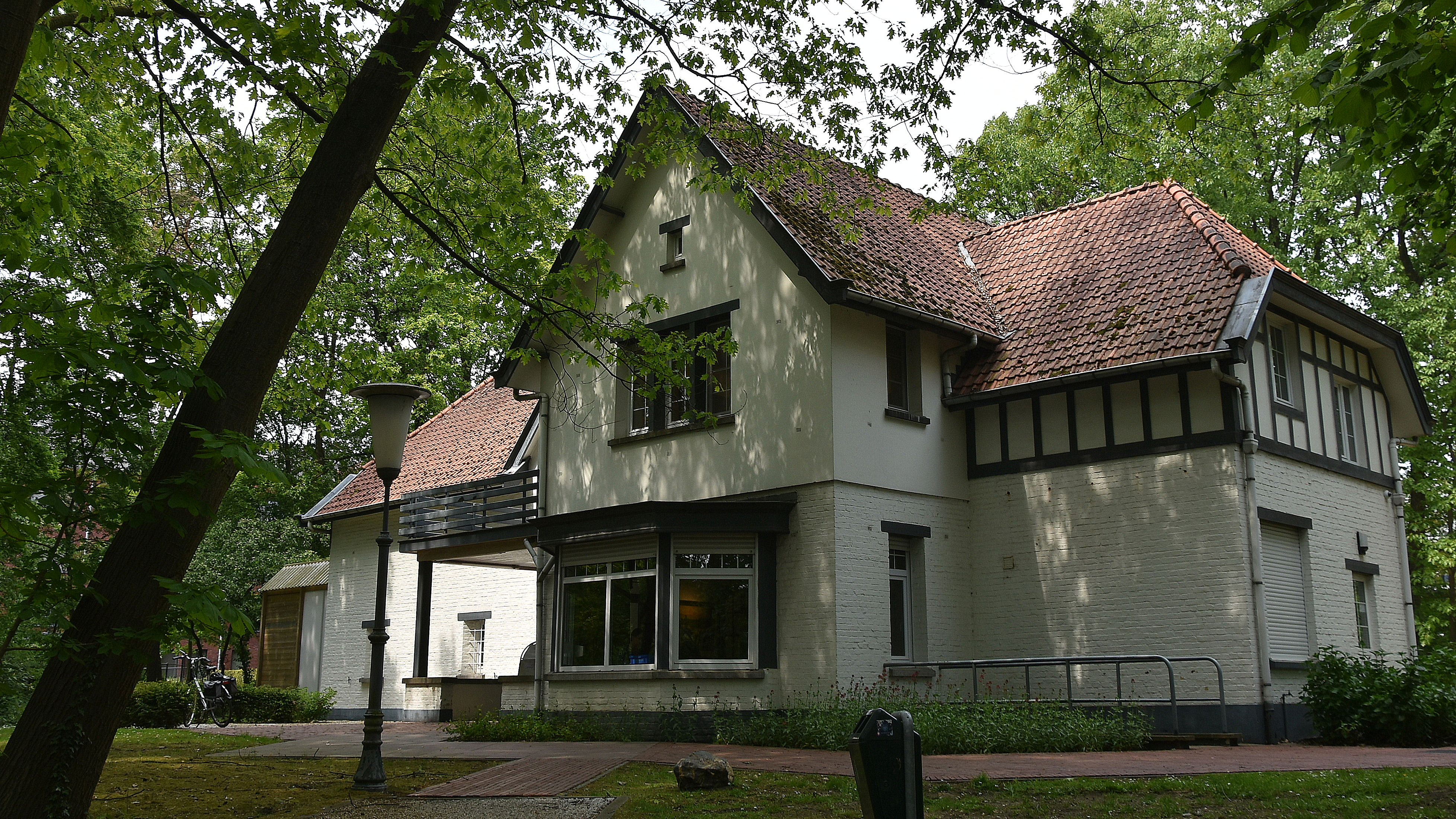
Villa Le Coin Perdu, édifiée en 1913, devenue le Musée Émile Van Doren.

Le succès d'Emile Van Doren en tant que peintre paysagiste est rapidement assuré, lorsque, en 1892, à l'issue de sa visite au cercle Voorwaarts, le roi Léopold II achète Village hollandais – suivi plus tard par d'autres acquisitions de le famille royale belge. Renforçant sa notoriété, en 1893, Émile Van Doren est – avec l'élite artistique belge comme Constantin Meunier, Fernand Khnopff et Joseph Coosemans – l'un des quarante-neuf artistes fondateurs de la Société Royale des Beaux Arts à Bruxelles.
Émile Van Doren se rend pour la première fois à Genk vers 1890. À cette époque, Genk est déjà devenu un lieu réputé et prisé par les peintres pleinairistes belges. Émile Van Doren est charmé par les paysages de Genk et, également par sa rencontre avec Sidonie (parfois appelée Cidonie) Raikem (1862-1949), la gérante d'une auberge de la Stationsstraat à Genk. 
En 1893, Émile Van Doren quitte Bruxelles pour s'établir à Genk. Le 28 février 1898 il y épouse Sidonie, leur union permettant de légitimer comme leur fille Stéphanie (Fanny) (1889-1956). Les peintres Herman Richir et René Ovyn sont les témoins de son mariage. Émile Van Doren et son épouse agrandissent l'auberge qu'ils possèdent et créent l'Hôtel des Artistes, lieu de rencontre pour les peintres, les écrivains et les touristes, souvent issus de la bourgeoisie, visitant la région.
En 1913, Émile Van Doren, bénéficiant d'une situation financière avantageuse, fait construire une villa au Coin Perdu  à Genk. Depuis 1976, grâce au legs de Fanny van Doren effectué à la ville de Genk vingt ans auparavant, à condition d'y créer un lieu culturel, cette maison d'artiste avec atelier abrite le musée Émile Van Doren.
Le 19 mai 1949, quelques mois après son épouse, Émile Van Doren meurt, à l'âge de 84 ans, à Genk. Il est inhumé cinq jours plus tard, en présence de beaucoup d'amis et d'artistes.

## Œuvres
Le paysage campinois de Genk et de ses environs, avec ses vastes landes, ses étangs réfléchissants et ses dunes de sable ondulantes, constitue dès 1890 le sujet presque exclusif de ses peintures. Sa déclaration « Genk est faite pour être peinte » illustre la passion de Van Doren pour sa nouvelle demeure qui inspire ses toiles lyriques.

### Expositions
- Salon du Voorwaarts de 1888 (II)[9].
- Salon du Voorwaarts de 1889 (III)[10].
- Salon de Bruxelles de 1890[11].
- Salon du Voorwaarts de 1891 (IV) : Solitude et Soir de printemps[11].
- Salon d'Anvers de 1891 : Après l'orage[12].
- Cercle artistique et littéraire de Bruxelles de 1892 (XVIII) : Sérénité[13].
- Salon du Voorwaarts de 1892 (V) : Clair matin d'automne et Village hollandais[3].
- Salon de Gand de 1892 (XXXV) : Lever de lune en Campine, Les Vieux pins et Après-midi en Campine[14].
- Salon du Voorwaarts de 1893 (VI) : Grands marais à la nuit tombante[15].
- Salon de Bruxelles de 1893 : Les Grands marais (nuit tombante), Au Matin (Campine) et Au Soir[16].
- Salon de Gand de 1895 (XXXVI) : Le Vallon et Rosée matinale[17].
- Salon de Bruxelles de 1897 : Les Roseaux et Les Dunes à Genk[18].
- Salon de Bruxelles de 1900 : Matinée d'avril et Soleil voilé (en vue des grands marais de Genk[19].
- Salon de Bruxelles de 1903 : La Mare aux bouleaux et La Vallée de Genk[20].
- Salon de Bruxelles de 1907 : Chemin montant[21].

### Réception critique
En janvier 1893, lorsque Émile Van Doren expose au cercle Voorwaarts, le critique de L'Indépendance belge écrit : 

« L'exposition de M. Emile Van Doren captive par la variété des motifs, des impressions et des effets. Le jeune paysagiste couronné à l'Académie royale des beaux-arts de Bruxelles ne s'endort pas sur ce triomphe scolaire, et sa ferveur d'investigation qui va du sombre au clair à travers dunes, plaines et forêts, lui vaut plus d'une réussite. Ses Grands marais à la nuit tombante sont une belle page par le style et l'émotion. »

## Honneur
- Chevalier de l'ordre de la Couronne (8 janvier 1948)[23].